# Джурашевич, Божидар
Бо́жидар Джура́шевич (серб. Божидар Ђурашевић; 26 апреля 1933, Белград — 23 января 2022) — сербский, ранее югославский шахматист; международный мастер (1957). Юрист.
Участник 6 чемпионатов Югославии; лучший результат в 1958 — 3-4-е места (с А. Матановичем). В составе команды Югославии участник Олимпиад 1956 и 1958; на Олимпиаде 1956 — 5 очков из 6 (1-е места на 2-й запасной доске). Лучшие результаты в международных
турнирах: Белград (1952 и 1961) — 3-4-е и 3-е; Сан-Бенедетто-дель-Тронто (1960) и Марианске-Лазне (1962) — 2-3-е места.
Скончался 23 января 2022 года.